# Dizy-le-Gros
Dizy-le-Gros – miejscowość i gmina we Francji, w regionie Hauts-de-France, w departamencie Aisne.
Według danych na styczeń 2014 roku gminę zamieszkiwało 800 osób, a gęstość zaludnienia wynosiła 39,9 osób/km².